# Rīgas sargi
Rīgas sargi (Lets: Verdedigers van Riga) is een Letse oorlogsfilm uit 2007 onder regie van Aigars Grauba.

## Verhaal
Na het einde van de Eerste Wereldoorlog keert Mārtiņš terug naar huis. Intussen breekt de Letse Onafhankelijkheidsoorlog uit en staan de Duitse troepen en Bermont van het West-Russisch Bevrijdingsleger op het punt om Riga aan te vallen met een leger van 50.000 man. Het Letse leger dat uit slechts 11.000 soldaten bestaat, kan de Duitsers toch tegenhouden.

## Rolverdeling
- Jānis Reinis: Mārtiņš
- Elita Kļaviņa: Elza
- Ģirts Krūmiņš: Pavel Bermondt
- Romualds Ancāns: Rüdiger von der Goltz
- Indra Briķe: Gravin
- Vilis Daudziņš: Paulis
- Uldis Dumpis: Priester
- Kestutis Jakstas: Kārlis Ulmanis
- Andris Keišs: Ernests Savickis
- Ģirts Ķesteris: Arnolds
- Artūrs Skrastiņš: Jēkabs
- Agris Māsēns: Augusts Savickis